# جاكي كاتونا
جاكي كاتونا (بالإنجليزية: Jacqui Katona)‏ اهي مرأة من السكان الأصليين لأستراليا ذوي التعليم الغربي قادت حملة لوقف منجم يابلوكاي لليورانيوم في الإقليم الشمالي. في عام 1998، لجأ شعب المِرّار الأصليين، إلى جانب الجماعات البيئية، إلى العصيان المدني السلمي في الموقع لإنشاء واحدة من أكبر الاعتصامات في تاريخ أستراليا. وعلى مدى عدة أشهر، سافر حوالي 5000 شخص من مختلف أنحاء أستراليا وحول العالم إلى المخيم النائي للاحتجاج مع شعب الميرار. في يوليو تم مسح الأرض من قبل وزارة الموارد والطاقة الأسترالية وبدأ بناء مدخل لمنجم جابيلوكا. ومع ذلك، احتج المتظاهرون واعتُقل حوالي 550، بما في ذلك مارغارولا وكاتونا.
فازت كاتونا بجائزة غولدمان الأمريكية للبيئة لعام 1999، مع إيفون مارغارولا، اعترافًا بالجهود المبذولة لحماية بلدهم وثقافتهم ضد تعدين اليورانيوم.

## روابط خارجية
- Yes to land rights! No to uranium mining!
- Anti-nuke protests
- Indigenous Leaders Call For End To Uranium Mining